# Les Derniers Jours de Pompéi (film, 1950)
Pour les articles homonymes, voir Les Derniers Jours de Pompéi (homonymie).
Pour plus de détails, voir Fiche technique et Distribution.
Les Derniers Jours de Pompéi (Gli ultimi giorni di Pompei) est un film franco-italien, réalisé par Marcel L'Herbier et Paolo Moffa, sorti en 1950.

## Synopsis
À Pompéi, en 79 ap. J.-C., à la veille de l'éruption du Vésuve. L'idylle de la patricienne Hélène et du Grec Lysias, est contrariée par la jalousie d'un prêtre égyptien, Arbax...

## Fiche technique
- Titre original : Gli ultimi giorni di Pompei[1]
- Titre français : Les Derniers Jours de Pompéi
- Réalisation : Marcel L'Herbier, Paolo Moffa
- Assistants à la réalisation : Claude Heymann, Robert-Paul Dagan, Lucio Fulci
- Scénario : Pierre Brive, Marcel L'Herbier, Diego Fabbri, Jean Laviron, Paolo Moffa, Antonio Pietrangeli, d'après le roman Les Derniers Jours de Pompéi d'Edward Bulwer-Lytton
- Dialogues : Alexandre Arnoux (dialogues en français)
- Décors : Franco Lolli et Aldo Tommasini
- Costumes : Veniero Colasanti
- Photographie : Aldo Graziati et Roger Hubert
- Son : Ovidio Del Grande
- Montage : Renzo Lucidi et Gisa Radicchi Levi
- Musique : Roman Vlad
- Production : Salvo D'Angelo
- Sociétés de production : Franco-London-Films (France), Universalia (Italie)
- Sociétés de distribution : Pathé Distribution (France), Franco-London-Films (France), Gaumont[2] (France), Warner Bros. (Italie), Télédis (vente internationale)
- Pays de production : France, Italie
- Langues originales : français, italien
- Format : noir et blanc[1] — 35 mm — 1,37:1 — son : mono
- Genre : péplum
- Durée : 107 minutes
- Dates de sortie : 
  - France : 18 janvier 1950[3]
  - Italie : 2 mars 1950
- (fr) Classification CNC : tous publics (visa d'exploitation no 8107 délivré le 18 novembre 1949[3])

## Distribution
- Georges Marchal : Lysias
- Micheline Presle : Hélène
- Marcel Herrand : Arbax
- Jaque Catelain : Claudius
- Camillo Pilotto : Diomède
- Laura Alex (non créditée) : Julie, la fille de Diomède
- Adriana Benetti : Nidia
- Antonio Pierfederici (it) : Olynthe
- Alain Quercy : Lepidus
- Guglielmo Barnabò : Panza
- Peter Trent (it) (non crédité) : Salluste
- Marcella Rovena (non créditée) : la sorcière